# Euthanasiemachine
Een euthanasiemachine of een zelfmoordmachine is een constructie waarmee men zelf het eigen leven kan beëindigen. De machine is meestal zo ontworpen dat de dood snel en pijnloos is. Om de maker te vrijwaren van juridische problemen moet de persoon zelf de handeling verrichten die het apparaat in werking zet. Het gebruik van euthanasiemachines staat bloot aan hevige juridische en medisch-ethische debatten tussen voor- en tegenstanders van euthanasie, vergelijkbaar met de Pil van Drion.

## Thanatron
De Thanatron is uitgevonden door de omstreden arts Jack Kevorkian en vernoemd naar Thanatos, in de Griekse mythologie de personificatie van de Dood. De Thanatron is een constructie bestaande uit een infuus verbonden aan drie flacons. De eerste flacon bevat een fysiologische zoutoplossing, de tweede natriumthiopental, en de derde de euthanatica kaliumchloride en pancuroniumbromide. Met hendels wordt de aansluiting van een flacon op het infuus gewisseld.
Een arts sluit de persoon op het infuus aan. De persoon dient vervolgens zelf een hendel te activeren waardoor natriumthiopental in het infuus komt, waardoor de persoon in slaap valt. Achtereenvolgens wordt ook de inhoud van de tweede en de derde flacon naar het infuus geleid. Pancuroniumbromide verlamt de ademhaling en voorkomt spasmen van ledematen (zodat die de werking van het apparaat niet onbedoeld verstoren), terwijl kaliumchloride het hart vergiftigt. De dood treedt meestal tussen de tweede en vierde minuut in.
De gebruikte chemicaliën zijn dezelfde als die van de dodelijke injectie voor een ter dood veroordeelde in verschillende staten van de Verenigde Staten van Amerika. Met de Thanatron geeft de patiënt dus als het ware zichzelf een dodelijke injectie.

## Mercitron
Nadat Kevorkian de Thanatron had uitgevonden en dit liet gebruiken, verloor hij zijn licentie als arts, waardoor hij niet meer aan de benodigde chemicaliën kon komen. Daarom vond hij een nieuw apparaat uit, de Mercitron. De Mercitron is een ademhalingsmasker, aangesloten op een gasfles met koolmonoxide. De persoon zet het masker op of krijgt het opgezet, en zet door middel van een schakelaar de gaskraan open, waardoor koolmonoxide in het masker loopt. De persoon raakt hierdoor zeer snel bewusteloos en overlijdt na circa 10–20 minuten. Niet ingeademde koolmonoxide zal zich echter verspreiden in de ruimte waarin de persoon zich bevindt en is daardoor potentieel gevaarlijk voor de omstanders.

## Deliverance Machine

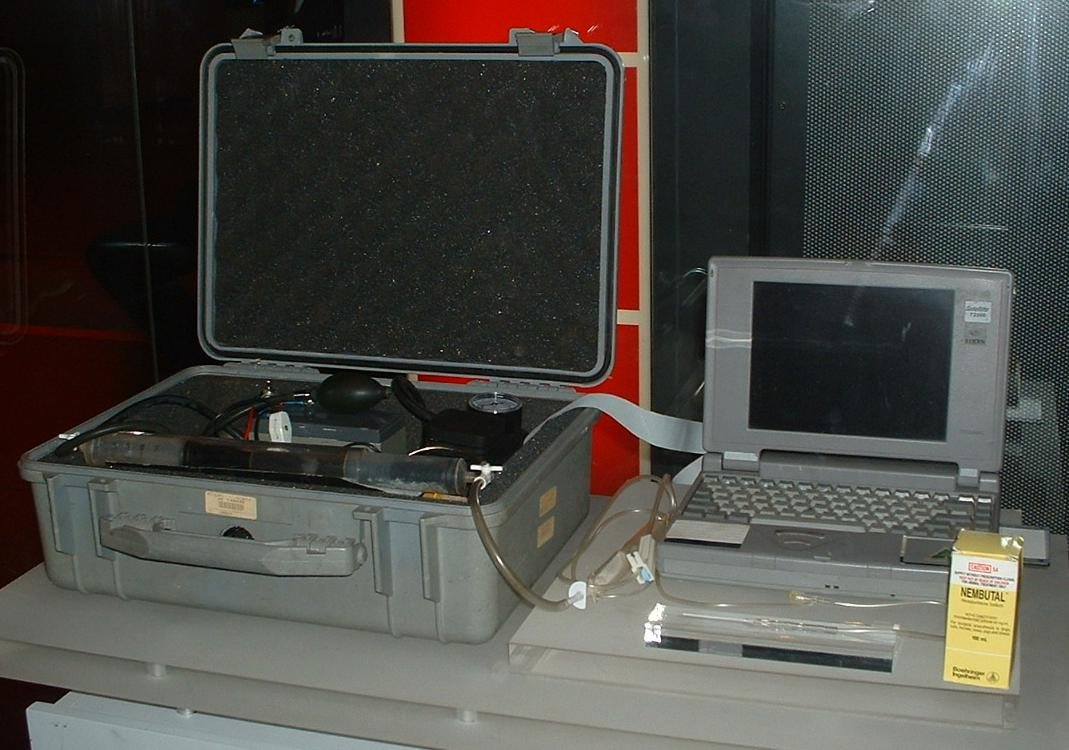
De euthanasiemachine van Philip Nitschke.

De Deliverance Machine is een euthanasiemachine, uitgevonden door Philip Nitschke, voormalig arts en oprichter van Exit International. Deze machine bestaat uit een Thanatron, gekoppeld aan een computer. Deze computer bevat een programma dat de persoon een paar vragen stelt, en, indien de "juiste" antwoorden worden gegeven, automatisch een dodelijke injectie toedient door middel van een infuus. Het systeem en de vragen zijn zo opgesteld dat men zich ervan kan vergewissen dat de patient zelf de bewuste keuze maakt om te sterven, zodat de kans zo groot mogelijk is dat de leverancier van de machine niet verantwoordelijk kan worden gehouden voor de dood van de gebruiker.

## Sarco
Een nieuwe uitvinding van Philip Nitschke is de Sarco (afkorting van 'sarcofaag'). Het toestel is een afgesloten capsule waarin men kan liggen. Men kan deze in werking stellen door op een knop te drukken waarbij de capsule gevuld wordt met stikstofgas. Het apparaat kan gefabriceerd worden met behulp van een 3D-printer. Op 23 september 2024 heeft voor het eerst iemand haar leven hiermee beëindigd. Het was een 64-jarige Amerikaanse vrouw die hiervoor naar Zwitserland was gekomen.

## Heliummethode
In 1999 is door een groep onderzoekers die zich 'NuTech' noemt voorgesteld om heliumgas uit een tankje (voor het opblazen van ballonnen) door een buigzame plastic slang in een plastic zak te leiden en de zak gevuld met helium losjes over het hoofd te trekken. Door inademen van helium in de zak overlijdt iemand zonder pijn of benauwdheid, doordat er geen CO2 in de zak ophoopt. Het bewustzijn verdwijnt na gemiddeld 20-40 seconden en de dood volgt in de slaap na 5-10 minuten. Heliumtankjes zijn overal in feestwinkels te verkrijgen. In plaats van helium kan ook het gas argon of stikstof worden gebruikt.
In Engelstalige landen staat deze methode bekend als de "exit bag", in Nederland als de "heliummethode". De methode staat bekend als snel, pijnloos en met weinig risico voor omstanders. Wel bestaat er enige kans op mislukking. Fabrikanten van heliumtanks voegen tegenwoordig zuurstof toe aan de helium in de tanks, om zo gebruik als zelfmoordmachine te voorkomen. Onzorgvuldige omgang met de heliumtank of andere onvoorziene technische mankementen vergroten daarnaast de kans op mislukking.